# Arganda del Rey (metropolitana di Madrid)
Arganda del Rey è una stazione della Metropolitana di Madrid, capolinea della linea 9.
Si trova nel comune di Arganda del Rey.

## Storia
La stazione è stata inaugurata il 7 aprile 1999, insieme al prolungamento della linea da Puerta de Arganda alla stessa Arganda del Rey.

## Accessi
Vestibolo Arganda del Rey
- Pº de la Estación Paseo de la Estación, 37